# 10e régiment interarmes d'outre-mer
Pour les articles homonymes, voir 10e régiment.
Le 10e régiment interarmes d’outre-mer (10e RIAOM) est un régiment des troupes de marine de l'Armée française, en garnison au Sénégal.

## Création et différentes dénominations
- décembre 1957 : création sous le nom de 10e régiment colonial interarmes (10e RCIA) à partir du détachement motorisé autonome no 1
- décembre 1958 : renommé 10e régiment interarmes d’outre-mer
- 31 décembre 1964 : dissolution

## Historique
Le 8e régiment colonial interarmes est créé à Thiès en décembre 1957. Il participe à l'opération Écouvillon en Mauritanie et au Rio de Oro.
Il est renommé 10e régiment interarmes d’outre-mer le 1er décembre 1958. Il est dissous le 31 décembre 1964 et ses éléments rejoignent en 1965 le 1er régiment interarmes d'outre-mer. Le quartier de la ville de Thiès garde le nom 10e RIAOM.

## Drapeau
Il reprend les inscriptions du 8e régiment d'infanterie coloniale :
- Puebla 1863
- Sontay 1883
- Annam 1883
- Tananarive 1895

## Insigne
L'insigne présente, sur l'ancre des troupes de marine, une roue dentée rouge (symbole de la motorisation) et un nuage, chargé d'un aigle noir en chasse (symbole de l'aérotransportabilité).